# Gerringong
Gerringong (3 588 habitants) est une ville sur la côte de la Nouvelle-Galles du Sud à 110 kilomètres au sud de Sydney.

## Référence
- Statistiques sur Gerringong